# Виндзор, Девон
Девон Элизабет Виндзор (англ. Devon Elizabeth Windsor; родилась 7 марта 1994, Сент-Луис) — американская топ-модель.
Во время обучения в средней школе, в возрасте четырнадцати лет, была замечена известным в США фотографом и приглашена на съемку после чего подписала контракт с агентством West Model & Talent Management. Через год подписала новый контракт с агентством IMG Models и взяла паузу для окончания средней школы. После окончания школы переехала в Нью-Йорк, дебют на международном подиуме состоялся в 2013 году в рамках недели высокой моды в Нью-Йорке на показе коллекции Douglas Hannant, в этом же году была приглашена на показ коллекции Prada.
Принимала участие в показах: Michael Kors, Donna Karan, Richard Chai, Derek Lam, MM6 Maison Martin Margiela, H&M, Vera Wang, Prabal Gurung, Jason Wu, Helmut Lang, Alexander McQueen, Christian Dior, Gareth Pugh, Prada, Stella McCartney, Chanel, Celine, Versace, Acne Studios, Calvin Klein, Michael Kors, Cédric Charlier, Kenzo, Vionnet, Elie Saab, Rochas и других.
В 2013, 2014 и 2015 годах была приглашена на итоговые показы компании Victoria’s Secret.
16 ноября 2019 года вышла замуж за Джонни Декса Барбару. 8 сентября 2021 года у пары родилась дочь Энзо Элоди Барбара. 1 мая 2023 года родилась дочь Селин Блю Барбара.